# Röllakan

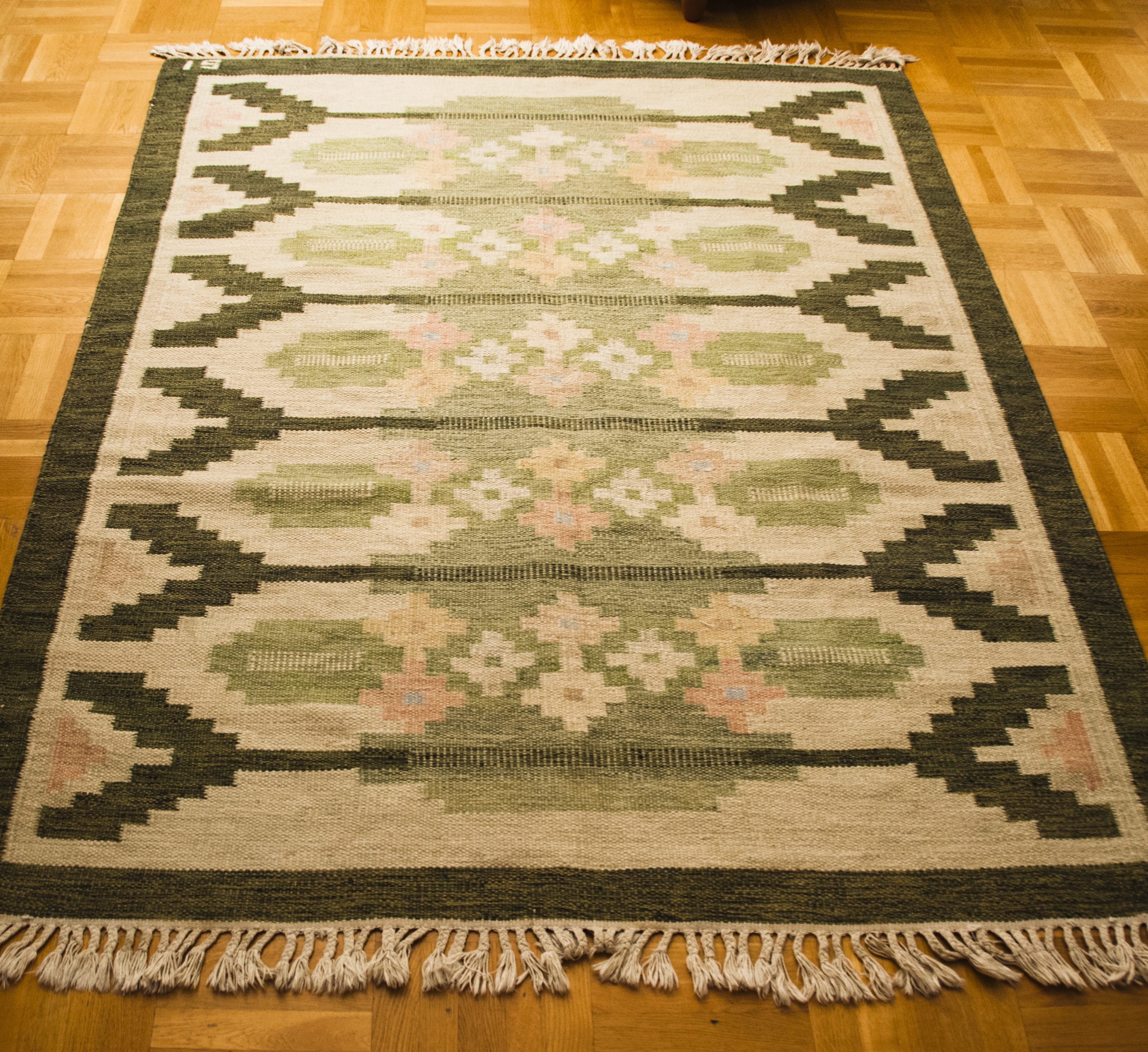
Röllakanmatta av Ingegerd Silow

Röllakan (eller även rölakan) är en vävteknik som är en enklare variant av gobelängväven och används numera mest för ullmattor. Skarvarna mellan färgområden i mönstret kan göras så att tyget blir oliksidigt eller liksidigt.
Röllakan är en av de enklaste vävteknikerna av varp och inslag i tuskaft. Varje inslagstråd är mönsterbildande. I samband med mönsterbyte läggs en ny tråd in i samma skäl och trådarna binds samman genom att de slingras om varandra. Vanligast är enkelslingning som innebär att inslagstrådarna slingas om varandra varannan gång de möts. Från mer sentida miljöer är dubbelslingning som innebär att inslagstrådarna slingas om varandra vid varje möte vanligare.
Röllakan är mycket gammal som teknik och känd från högkulturerna i Främre Orienten och i Egypten. Den förekommer även i Syd- och Mellanamerika vilket visar att tekniken uppstått flera gånger oberoende av varandra. Fynd av textilier i röllakan finns bland gravarna i Valsgärde och Birka, det är dock osäkert om de tillverkats i Sverige. Under medeltiden är tekniken inte känd i Norden, men däremot i Tyskland. Den äldsta daterade röllakansväven i Sverige är från 1710. I Sverige är tekniken främst brukad i Skåne. Ett täcke i röllakan är känt från Jämtland. I Blekinge, Småland, Halland, Bohuslän och södra Västergötland har enklare röllakansvävar med främst geometriska motiv tillverkats.

## Etymologi
Röllakan kommer ur det fornsvenska ordet ryglakan som härstammar från det medellågtyska ruggelaken vars betydelse är ryggkläde, med syftning till det tyg som hänger som bonad på väggen bakom de sittandes ryggar och på ryggstöd. En liknande teknik är kelim och dhurrie.